# Horst Queck
Horst Queck, né le 5 octobre 1943 à Steinach, est un sauteur à ski est-allemand.

## Biographie
En 1969, il remporte son premier titre de champion de RDA en individuel sur le grand tremplin. Un an plus tard, il gagne les deux titres individuels mis en jeu.
Sur la Tournée des quatre tremplins, il fait ses débuts en 1965-1966 et obtient son premier résultat significatif en 1967-1968 à Garmisch-Partenkirchen (neuvième). En 1969-1979, il monte sur son premier podium sur une manche à Innsbruck, édition dans laquelle, grâce à d'autres bons résultats, il décroche la victoire finale.

## Palmarès

### Tournée des quatre tremplins
- 'Vainqueur: du classement final en 1969-1970.
- 1 podium sur une manche.